# The Hard Way (1991)
The Hard Way (Brasil: Aprendiz de Feiticeiro / Portugal: Sócios à Força) é um filme policial de comédia de ação estadunidense de 1991 dirigido por John Badham, e estrelado por Michael J. Fox e James Woods. Stephen Lang, Annabella Sciorra, Luis Guzmán, LL Cool J, Delroy Lindo, Christina Ricci, Mos Def, Kathy Najimy, Michael Badalucco, Lewis Black, e Penny Marshall aparecem em papéis coadjuvantes.

## Sinopse
Nick Lang é um ator famoso que precisa mudar a sua imagem de garoto bonzinho. Ele sai de Hollywood para passar umas semanas nas ruas de Nova York com o detetive John Moss, um policial enérgico que leva seu trabalho muito a sério.

## Elenco
- Michael J. Fox como Nick Lang
- James Woods como tenente John Moss
- Stephen Lang como penetra na festa
- Annabella Sciorra como Susan
- John Capodice como Detetive Grainy
- Delroy Lindo como Capitão Brix
- Luis Guzmán como Detetive Benny Pooley
- LL Cool J como Detetive Billy
- Mary Mara como Detetive China
- Penny Marshall como Angie
- Christina Ricci como Bonnie
- Kathy Najimy como garota de sexta-feira de Nick
- Lewis Black como banqueiro
- Bill Cobbs como Homem Esfrangalhado
- Bryant Gumbel como ele mesmo

## Recepção
Em outubro de 2020, no Rotten Tomatoes, o filme teve 77% de aprovação de 22 críticos, com uma média de 5,8/10. O consenso disse, "A fórmula excessivamente familiar de The Hard Way é animada por um roteiro espirituoso e a excelente química cômica entre Michael J. Fox e James Woods".
Vincent Canby do The New York Times disse que "não é uma comédia perfeita de forma alguma, mas é muito divertida" e elogiou sua sensibilidade "pura de Hollywood", escrevendo que é "às vezes desleixada na execução e desleixada na coerência , mas é escrito, dirigido e executado com um entusiasmo redentor e zombeteiro".
A Time Out chamou de "comédia leve e brilhante" que "contrabalança a convenção de Hollywood com alguns golpes muito engraçados na indústria do cinema" e declarou: "Badham lida com as inúmeras sequências de ação com confiança, mas o verdadeiro prazer vem da interação entre os dois protagonistas, que se deleitam com a oportunidade de enviar suas imagens".
Roger Ebert do Chicago Sun-Times deu ao filme três e meia de quatro estrelas e elogiou sua "energia cômica", chamando o filme de "engraçado, divertido, [...] emocionante e um exemplo de profissionais que conhecem seus ofícios e gostam de fazê-los bem". Ebert disse que as acrobacias, efeitos especiais e trabalho da segunda unidade foram "todos contínuos e emocionantes", e viu que os atores elevam o enredo do filme com suas performances: 
[Os] cineastas aumentam a energia até que o filme ganhe vida própria. [...] Há um certo burburinho estimulante e de alta altitude que você recebe de atores que estão trabalhando bem no limite de suas habilidades. Diante de um enredo potencialmente previsível, Woods e Fox parecem ter concordado em aumentar a voltagem, para ter a chance de reproduzir todas as cenas.

### Bilheteria
O filme estreou em terceiro lugar, atrás de The Silence of the Lambs e New Jack City. The Hard Way ganhou US$25.895.485 milhões em todo o mundo.

## Trilha sonora

### Lista de faixas
1. "The Big Apple Juice" [4:33]
2. "Cirque Du Parte Crasher" [3:29]
3. "Manhattan Tow Truck" [3:06]
4. "Ghetto A La Hollyweird" [2:46]
5. "He Said/She Dead" [2:44]
6. "Big Girls Dont Cry" [2:23]
7. "Where Have You Gone" [2:14]
8. "Transit Authority" [2:08]
9. "Gas Attack" [1:56]
10. "Killer Lang" [1:56]
11. "Smoking Gun II" [1:49]
12. "Top of the World" [1:45]
13. "The Good, the Badge and the Ugly" [1:31]
14. "Run Around Sue" [1:29]